# Radiance (album van Keith Jarrett)
Radiances is een solomuziekalbum van Keith Jarrett. Het is een improvisatie, bestaande uit 17 delen, die verspreid over twee dagen is opgenomen. De delen 1-13 zijn opgenomen in Osaka, Osaka Festival Hall (27) en Tokio, Metropolitan Festival Hall (30 oktober).

## Musici
- Keith Jarrett – piano;

## Composities
- CD1: Radiance delen 1-9
- CD2: Radiance delen 10-17